# Palaeopleurosaurus
Palaeopleurosaurus posidoniae
Genre
Espèce
Palaeopleurosaurus est un genre éteint de reptiles aquatiques de la famille des Pleurosauridae. Il a vécu à la fin du Jurassique inférieur (étage Toarcien), soit il y a environ entre 183 et 174 Ma (millions d'années).
La seule espèce connue est Palaeopleurosaurus posidoniae. Ses restes fossiles ont été découverts en Bavière.

## Description

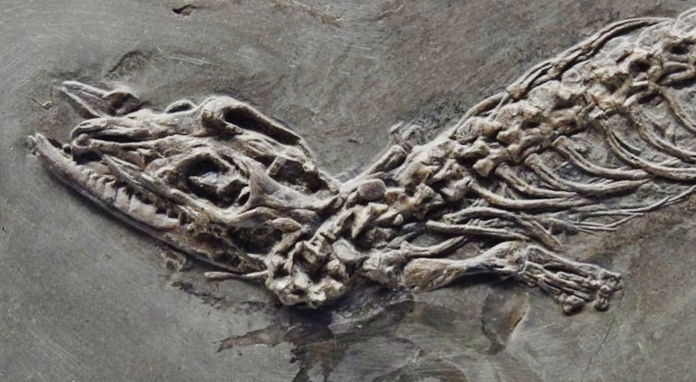
Squelette de Palaeopleurosaurus posidoniae du Toarcien de Bavière, au Musée d'Histoire naturelle de Stuttgart.

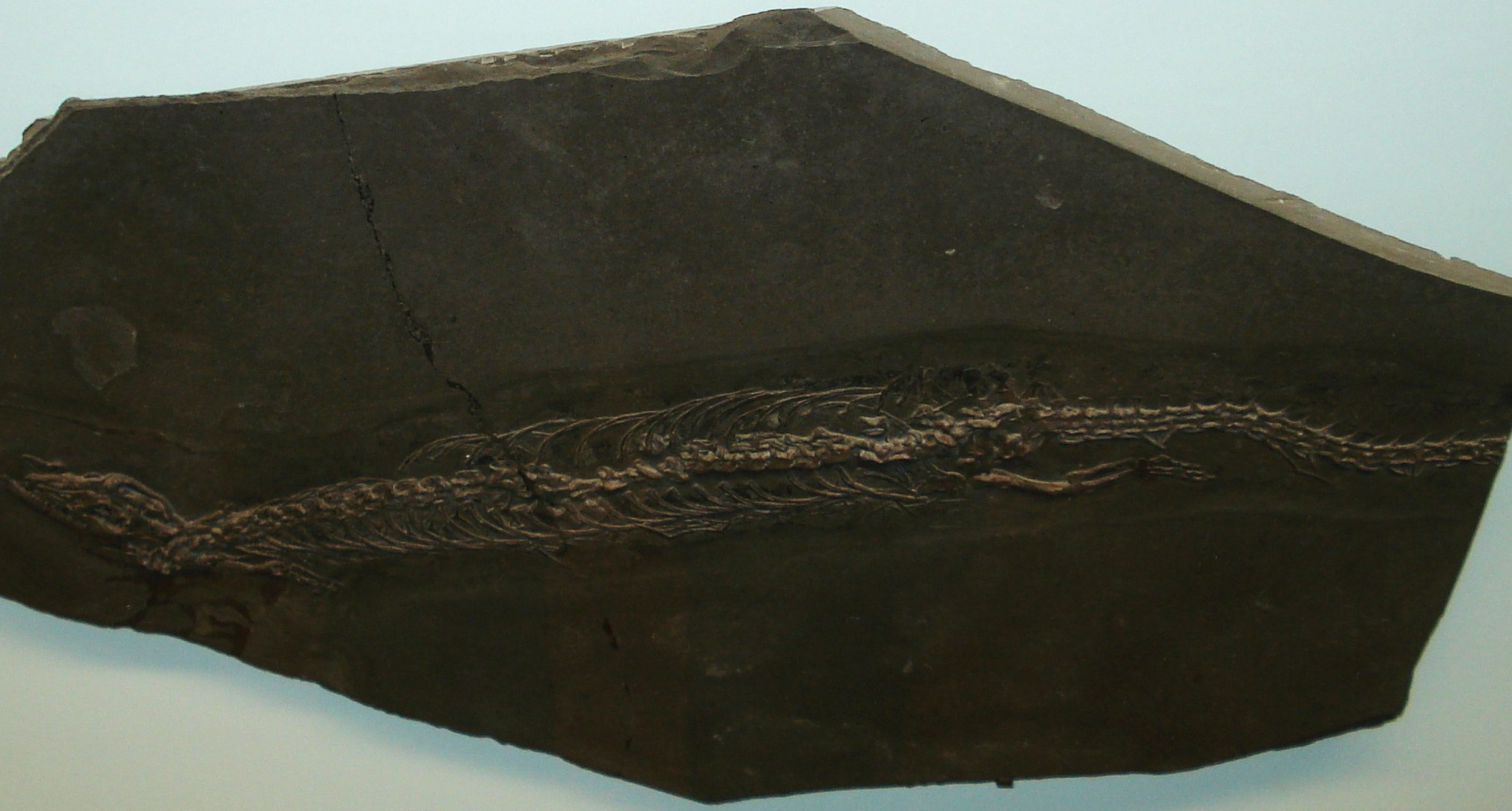
Fossile de Palaeopleurosaurus posidoniae (Musée d'Histoire naturelle de Stuttgart).

Il s'agissait d'animaux aquatiques pourvus de membres et d'une queue plate adaptés à la nage.